# Martin Lindstrøm
Martin Lindstrøm (født 5. marts 1970) er en dansk forfatter, foredragsholder og ekspert i branding. 
Lindstrøms bøger inkluderer Buyology – Truth and Lies About Why We Buy (2008, Broadway Books) og Brandwashed – Tricks Companies Use to Manipulate Our Minds and Persuade Us to Buy (2011, Crown Publications).
Flere af Lindstrøms pointer stammer fra forskning, hvor forbrugere har fået foretaget fMRI hjernescanninger, mens de blev udsat for marketingsmateriale.